# Bertrand Dautzenberg
Bertrand Dautzenberg est un médecin et professeur de médecine français, praticien dans le service de pneumologie de l'Hôpital de la Salpêtrière à Paris. Il enseigne la pneumologie, en particulier la tuberculose et la tabacologie à l'université Pierre-et-Marie-Curie.

## Travaux sur le tabagisme
Il est l'auteur de plusieurs livres sur le tabagisme et a coordonné en mai 2013 un rapport sur la cigarette électronique pour le ministère français de la Santé, dont il est défenseur et considère le vapotage comme une aide essentielle dans le sevrage tabagique. 
Il est notamment connu pour son point de vue plutôt controversé sur le cannabis, dont il défend la légalisation et la prévention, ainsi que l'optimisation des moyens de consommation.
En avril 2015, il préside la commission de normalisation AFNOR sur les cigarettes électroniques et liquides à vapoter. Deux normes en sortiront, avec l'apport de 60 organismes dont des fabricants (de matériel et de liquides à vapoter) et des associations de consommateurs (INC, Aiduce, Fédération des familles de France, etc.).
Il est l'arrière-petit-fils de Philippe Dautzenberg.

## Publications
- Travailler sans tabac : le guide , éditions Margaux-Orange, 2007,  (ISBN 978-2914206266).
- Tout ce que vous ne savez pas sur la chicha avec Jean-Yves Nau, éditions Margaux-Orange, 2007,  (ISBN 978-2914206297).
- Prévenir et maîtriser les méfaits du cannabis au travail , avec Léna Etner et Joseph H. Osman, Office français de prévention du tabagisme, 2009,  (ISBN 978-2355870088).
- S'arrêter de fumer pour les nuls  avec David A. Brizer et Claude Raimond, éditions First,  (ISBN 978-2754012935).
- Le tabagisme : De la clinique au traitement , éditions Med'Com, 2010,  (ISBN 978-2354030506).
- Le Petit Livre pour arrêter de fumer, éditions First, 2010,  (ISBN 978-2754024310).
- La République enfumée : les lobbies du tabac sous Chirac et Sarkozy, éditions OFTA, 2012,  (ISBN 978-2355870101)